# Riverside Museum
Riverside Museum är ett transportmuseum i Glasgow i Skottland i Storbritannien. Det öppnade 2011 på Pointhouse Quay i Glasgows hamn, som är ett tidigare varvsområde på norra sidan av floden Clyde. 
Museet har tidigare haft namnet Glasgow Museum of Transport och legat i andra lokaler. Museet visar i sina nya lokaler också veteranfartyg.
Den nya museibyggnaden har ritats av Zaha Hadid.
Museet hade över en miljon besökare 2012. År 2013 fick det European Museum of the Year Award.

## Finansiering
Riverside Museum har kostat 74 miljoner brittiska pund att uppföra, varav Glasgow City Council och Heritage Lottery Fund har bidragit med 69 miljoner och resten samlats in av den allmännyttiga stiftelsen The Riverside Museum Appeal.

## Fotogalleri

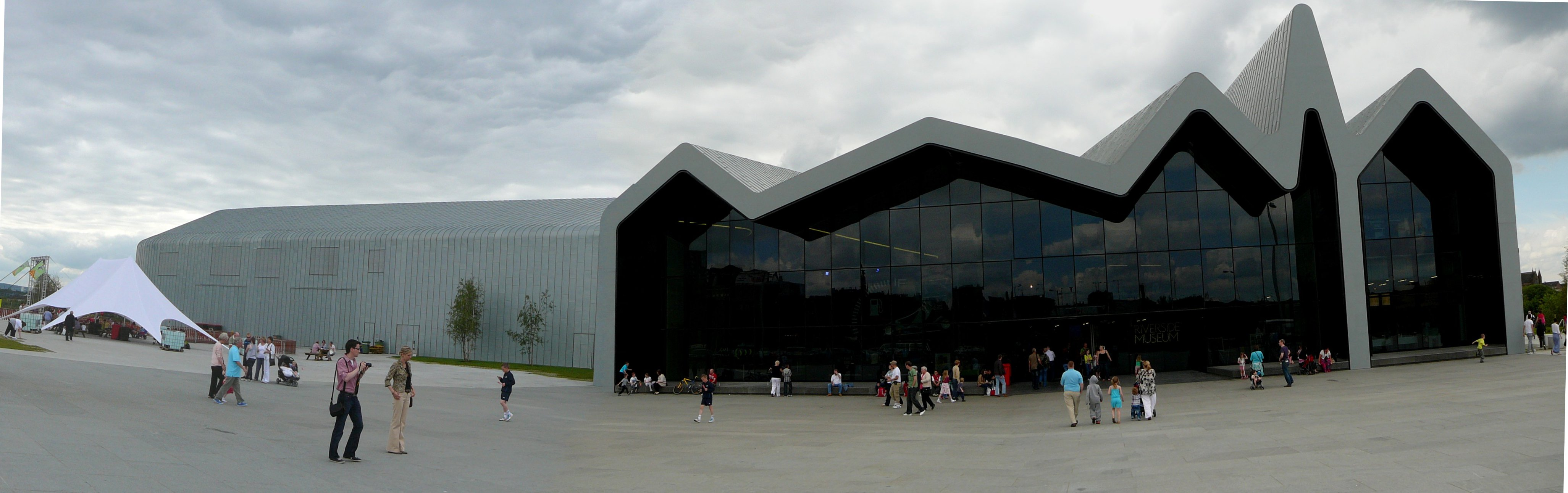
Riverside Museum
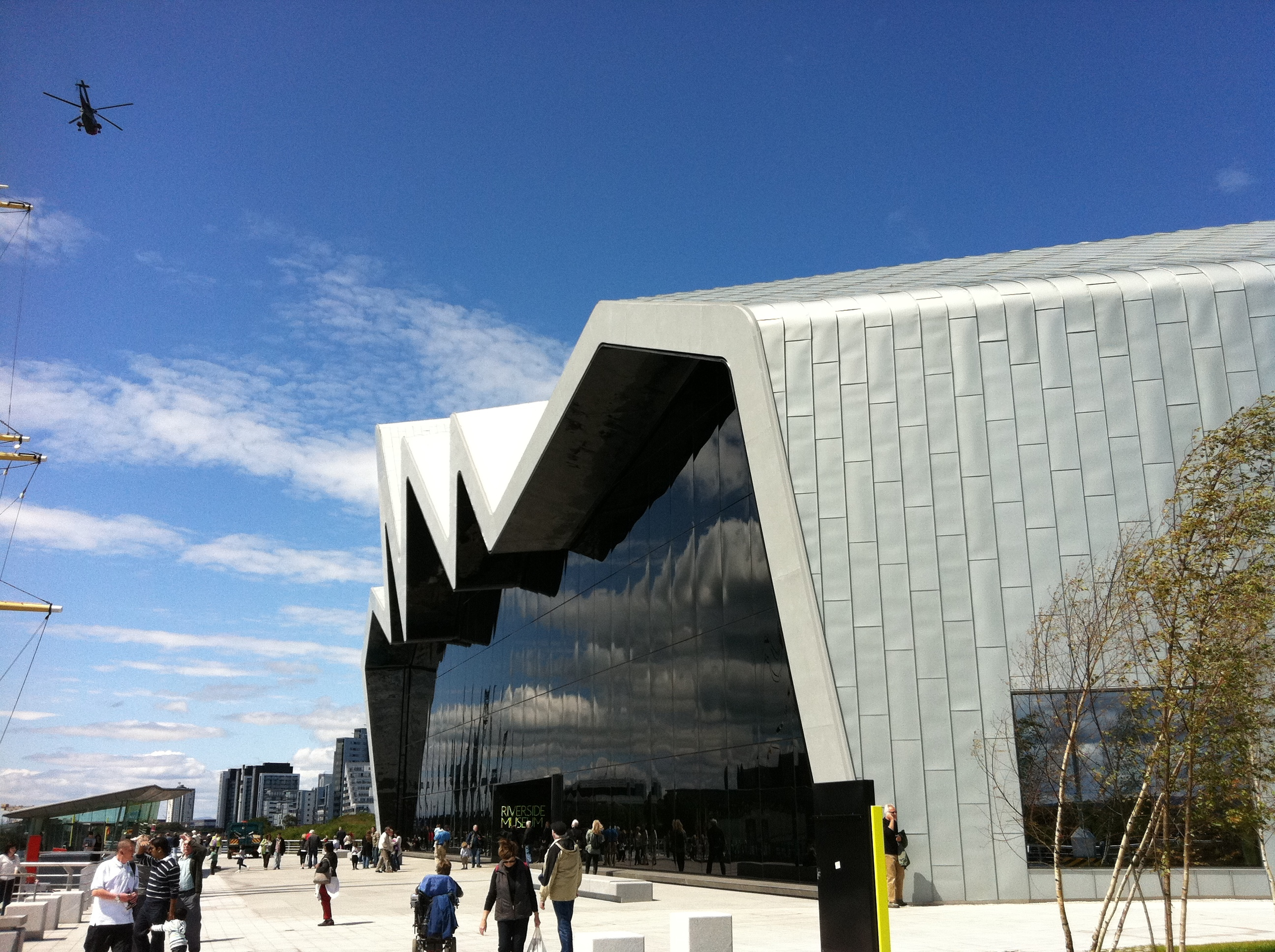
Riverside Museum
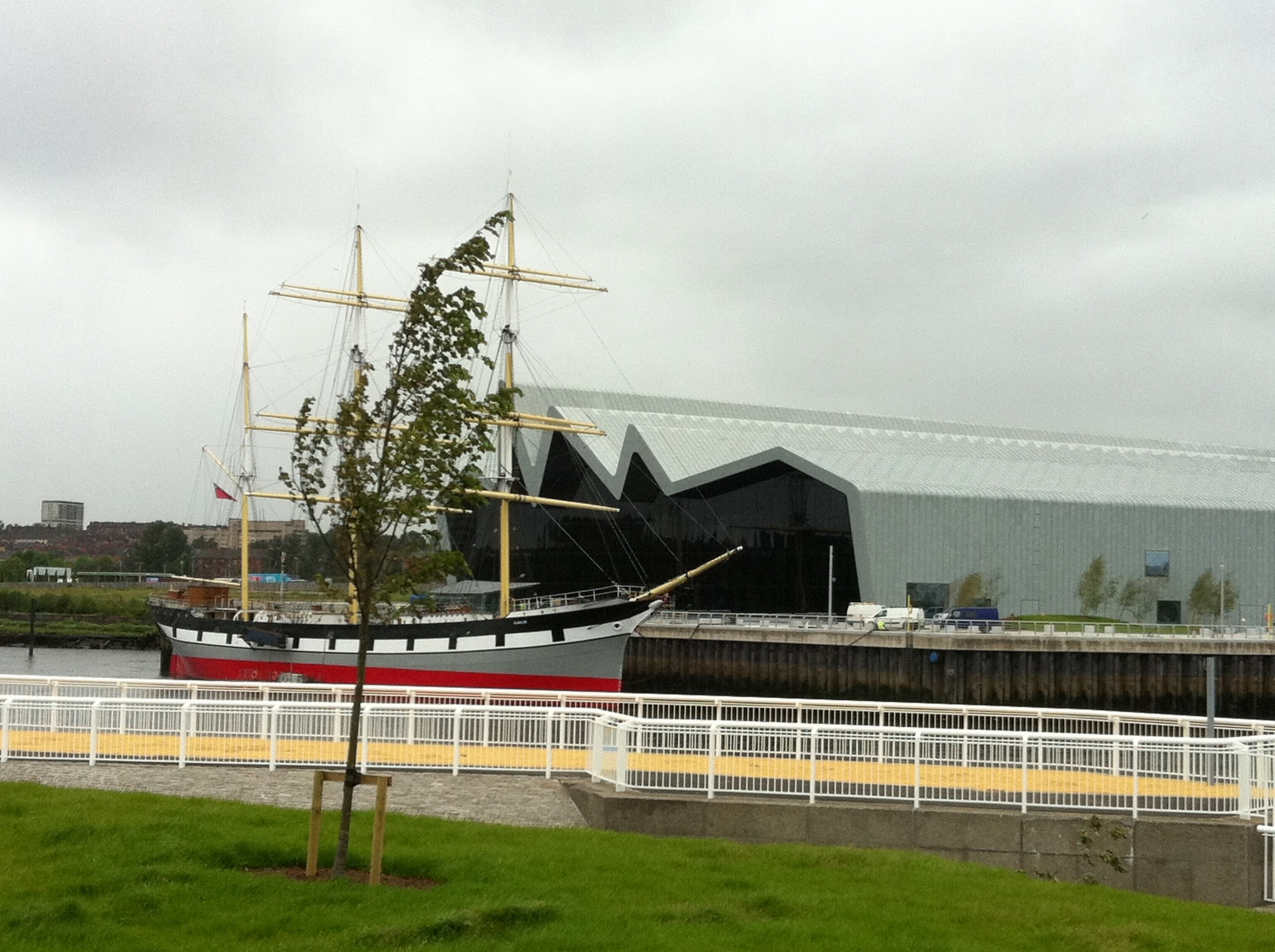
Fartyg från Govan
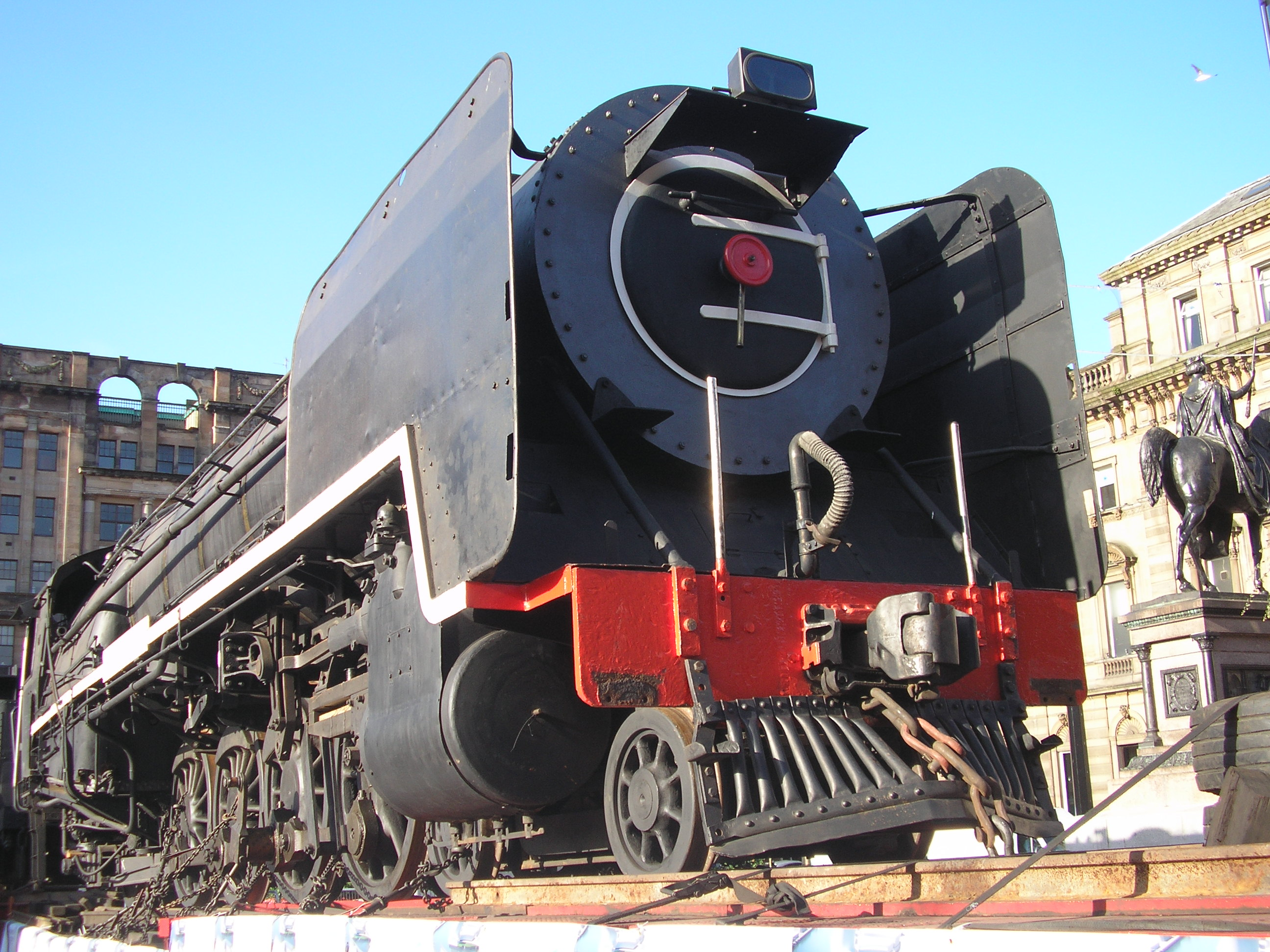
Klass 15F-lokomotiv nr 3007 på St George Square 2007
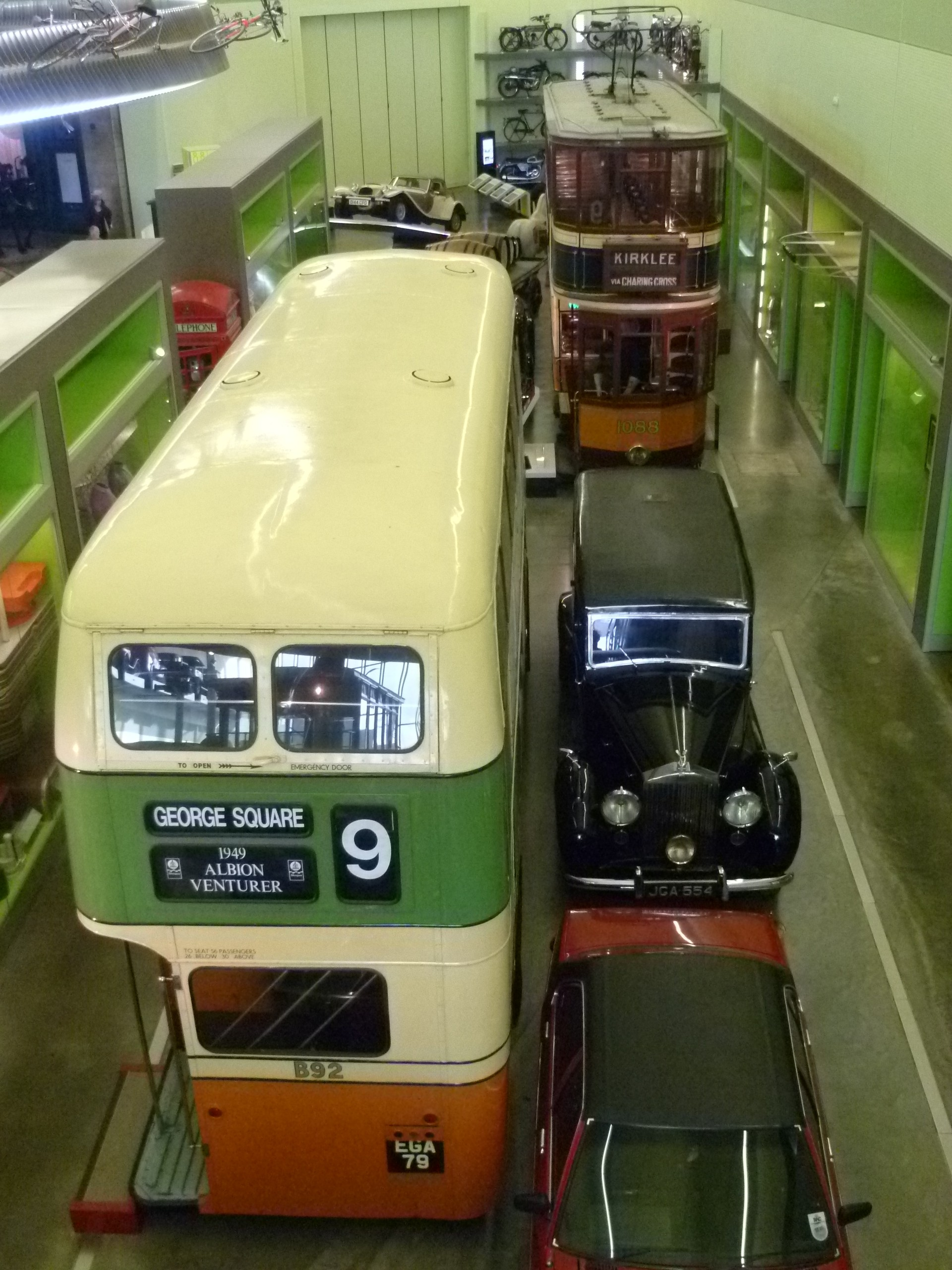
Utställningshall